# 배고픈 암캐들
배고픈 암캐들(Hungry Bitches)은 스캇 포르노그래피로 브라질의 마르코 빌라노바(본명: 마르코 피오리투)가 감독하여 MFX 미디어에서 개봉하였다.

## 투 걸스 원 컵
투 걸즈 원 컵(2 Girls 1 Cup)은 해당 영화의 예고편을 일컫는다. 두 여성이 한 컵에다가 배설한 배설물을 서로 먹고 입에 넣은 배설물을 서로 나눠먹기도 한다는 내용을 담고 있어 이 홍보편을 보는 사람에게 큰 충격을 주었다. 이 홍보편에 영화 과대 망상에 삽입된 음악 에르베 루아의 "Lovers Theme"가 이 영상에 삽입된 것으로도 유명하다.